# Josh Moorby

a Compétitions nationales et continentales officielles uniquement.

b Matchs officiels uniquement.
Dernière mise à jour le 5 avril 2025.
Josh Moorby, né le 11 juillet 1998 à Te Awamutu (Nouvelle-Zélande), est un joueur néo-zélandais de rugby à XV jouant aux postes d'ailier ou d'arrière au Montpellier HR.

## Biographie
Josh Moorby naît et grandit à Te Awamutu, une petite ville de la région de Waikato. Il possède des origines maori. Durant sa jeunesse, il pratique le rugby à XV mais n'obtient aucune sélection avec les équipes nationales de jeunes.
En 2018, alors qu'il joue un tournoi de rugby à sept avec Waikato, il est repéré par Southland qui le recrute. Il commence donc sa carrière en rugby à XV en 2019 avec cette équipe en National Provincial Championship (NPC), pour qui il joue jusqu'en 2021,.
Il intègre la franchise des Highlanders pour la saison 2021 de Super Rugby afin de pallier une blessure,.
En 2022, il signe un contrat d'un an avec les Hurricanes. Avec cette nouvelle équipe, il fait ses débuts en Super Rugby à l'âge de 23 ans. Il incarne alors le renouveau offensif de cette équipe après les départs de Ben Lam, Beauden Barrett ou encore Matt Proctor. Il est la révélation des Hurricanes lors de la saison 2022, marquant neuf essais en dix matchs,.
Très en vue en Super Rugby, il est alors sélectionné avec les Māori de Nouvelle-Zélande et obtient sa première apparition durant l'été 2022, contre l'Irlande,. En 2024, il prend part à une double confrontation contre le Japon XV avec les Māori. 
Ensuite, après 21 essais en 38 rencontres avec les Hurricanes, et un passage à Northland, il rejoint Waikato,. Après un court passage avec cette province, il la quitte la même année pour rejoindre le Montpellier HR, en France. Il aurait pourtant été incité à rester en Nouvelle-Zélande par le sélectionneur des All Blacks, Scott Robertson. Il n'a cependant jamais été sélectionné dû à la forte concurrence à son poste, avec la présence de Damian McKenzie, Shaun Stevenson, Will Jordan ou encore Jordie Barrett. Moorby signe un contrat de deux ans avec le club montpelliérain. Il dispute son premier match sous ses nouvelles couleurs en Top 14 contre la Section paloise, puis marque son premier essai face à l'Aviron bayonnais.